# Explorer 36

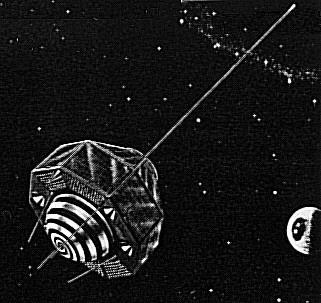

Explorer 36, também conhecido como GEOS B ou GEOS 2 (acrônimo de Geodetic Earth Orbiting Satellite B ou 2), foi um satélite artificial da NASA lançado em 11 de janeiro de 1968 por meio de um foguete Delta E1 a partir do Cabo Canaveral.

## Características
A missão do Explorer 36 era otimizar períodos de visibilidade óptica na estação e para fornecer dados complementares para termos dependentes da inclinação estabelecidos em estudos gravimétricos feito pelo Explorer 29 (GEOS 1). A nave foi colocada em uma órbita retrógrada para realizar estes objetivos. Os problemas operacionais ocorridos no principal sistema de energia, no sistema óptico flash farol, e no relógio da nave, e os ajustes na programação resultaram em operações nominais.